# Nasosznik trzęś

Charakterystyczne zachowanie nasosznika trzęsia w chwili zagrożenia, od którego wzięła się jego nazwa

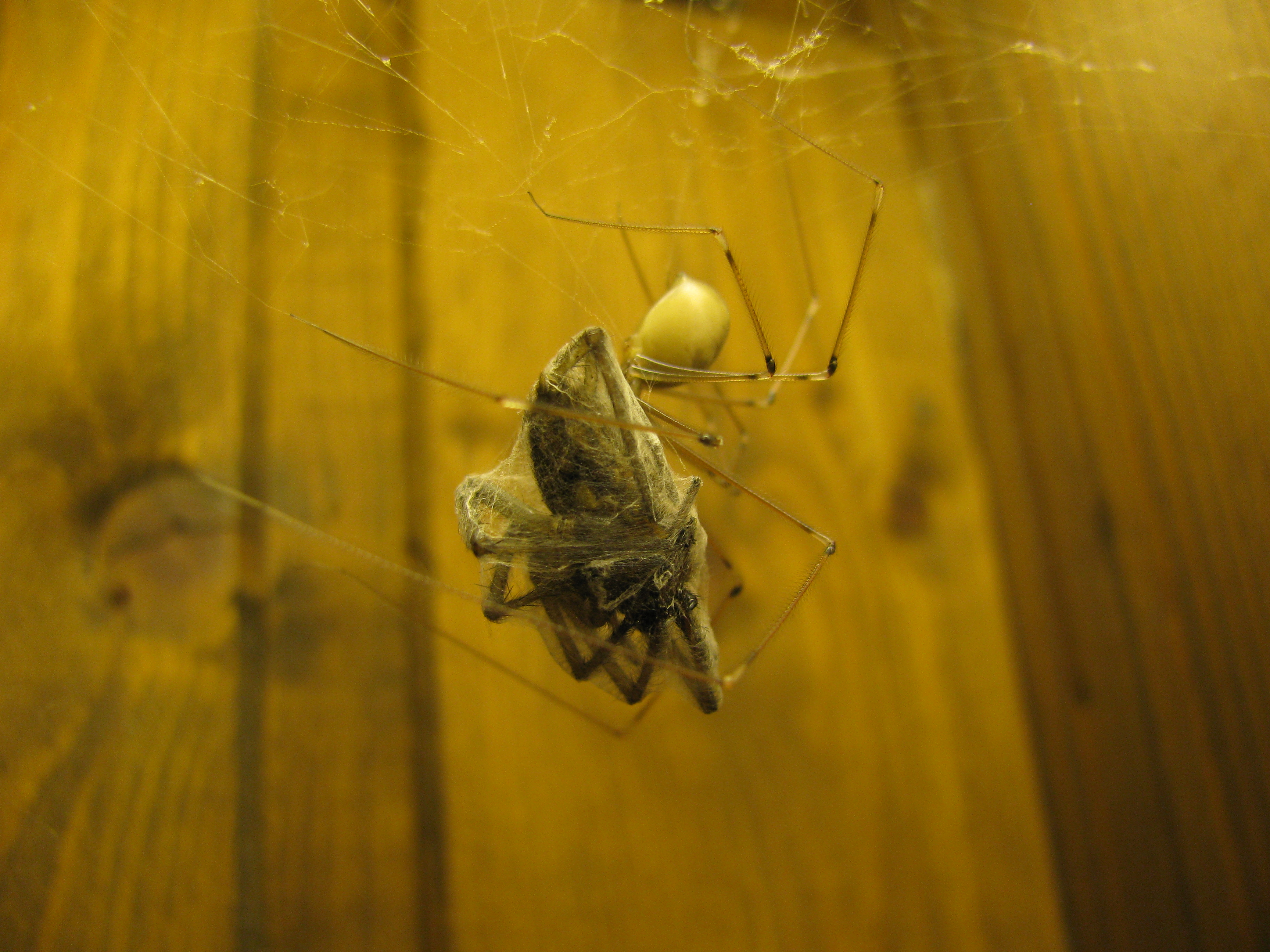
Nasosznik trzęś ze schwytanym kątnikiem większym

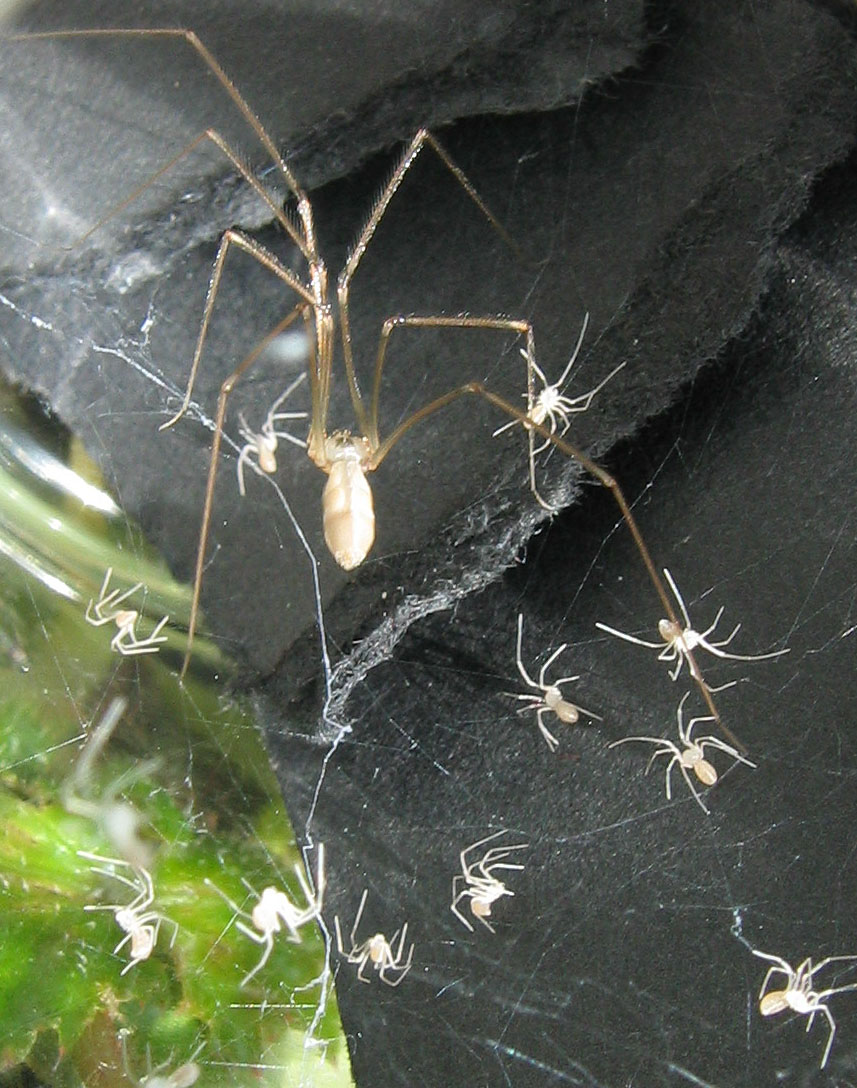
Samica z młodymi

Nasosznik trzęś (Pholcus phalangioides) – gatunek niewielkiego pająka z rodziny nasosznikowatych (Pholcidae), charakteryzującego się długimi odnóżami i występowaniem prawie wszędzie tam, gdzie mieszka człowiek.

## Występowanie
Nasosznik trzęś jest gatunkiem kosmopolitycznym występującym w Europie, Afryce, Azji, Australii oraz w obu Amerykach. Przebywa w ciepłych, suchych i słabo oświetlonych miejscach takich jak piwnice, garaże, strychy, poddasza czy narożniki pomieszczeń. 

## Opis
Nasosznik trzęś o długości 7–10 milimetrów jest największym gatunkiem w rodzinie nasosznikowatych. Ma prześwitujące szaro-żółte ciało, zbudowane z głowotułowia mającego na środku ciemną plamę i smukłego, owalnego odwłoka z ciemnym pasem na środku. Posiada 8 oczu i odnóży. Na końcu pazurów szczękoczułkowych występują gruczoły jadowe. Narządy kopulacyjne samców umiejscowione są na drugiej parze odnóży (nogogłaszczkach). W tylnej części odwłoka usytuowane są kądziołki przędne. Ma bardzo długie odnogi (5–6 krotnie dłuższe od ciała), pokryte cienkim szarym włosiem. Pierwsza para odnóży krocznych jest najdłuższa. Przez swój wygląd może być mylony z kosarzem. Dorosłe osobniki są aktywne przez cały rok: samice mogą żyć do 3 lat, samce 1–2 lata. Samice są większe od samców. 

## Zachowanie
Nasosznik trzęś buduje nieregularną i dość luźną pajęczynę, zwykle ułożoną poziomo na której najczęściej przebywa tyłem do dołu. Charakterystyczną cechą jego zachowania jest niezwykła strategia obronna, w której pająk, czując się zagrożony, wykonuje gwałtowne okrężne ruchy, trzymając się sieci długimi odnóżami. Powoduje to bardzo szybką wibrację sieci, która sprawia, że zwierzę jest praktycznie niewidzialne. Ruchy te trwają zwykle kilka lub kilkadziesiąt sekund, ale gdy zagrożenie dla pająka jest poważne (jak na przykład atak innego pająka), może trwać nawet kilka minut. Jeśli zagrożenie nie ustępuje, pająk dociera do rogu sieci lub spada i ucieka.
Nasosznik trzęś generalnie pokojowo współistnieje z innymi nasosznikowatymi, ale jest agresywny w stosunku do pająków innych gatunków i małych owadów. Na przykład jeśli większy od niego kątnik domowy wejdzie do jego sieci, zostanie natychmiast w nią zawinięty i uwięziony, po czym ugryziony jadem (najczęściej w odnóże), zaczyna być trawiony lub zakonserwowany. Jako drapieżnik często opuszcza swoją sieć i atakuje sieci innych pająków, wykorzystując strategię mimikry – wykonuje ruchy wibracyjne, które wprowadzają w błąd „właściciela” sieci, symulując to, co wytwarza normalna ofiara, która wije się w sieci, próbując się uwolnić. Gdy „właściciel” zbliża się, zwabiony drganiami sieci, nasosznik trzęś unosi się na długich odnóżach i pozostaje w bezruchu, aż ofiara zbliży się do niego na tyle blisko, by rozpoczął swój atak unieruchamiając ją i gryząc. Takie ataki wiążą się z zagrożeniem dla nasosznika trzęsia w postaci zatrucia jadem ofiary. 
Dzięki swoim długim odnóżom może przecinać sieci o bardzo dużych oczkach i jest w stanie unieruchomić ofiarę, nawet trzymając się z dala od niej, unikając w ten sposób ewentualnego ugryzienia. Niektóre badania sugerują, że wzrok odgrywa niewielką rolę w drapieżnym zachowaniu nasosznika trzęsia, który zamiast tego wykorzystuje głównie swoją wrażliwość na wibracje.

## Rozmnażanie

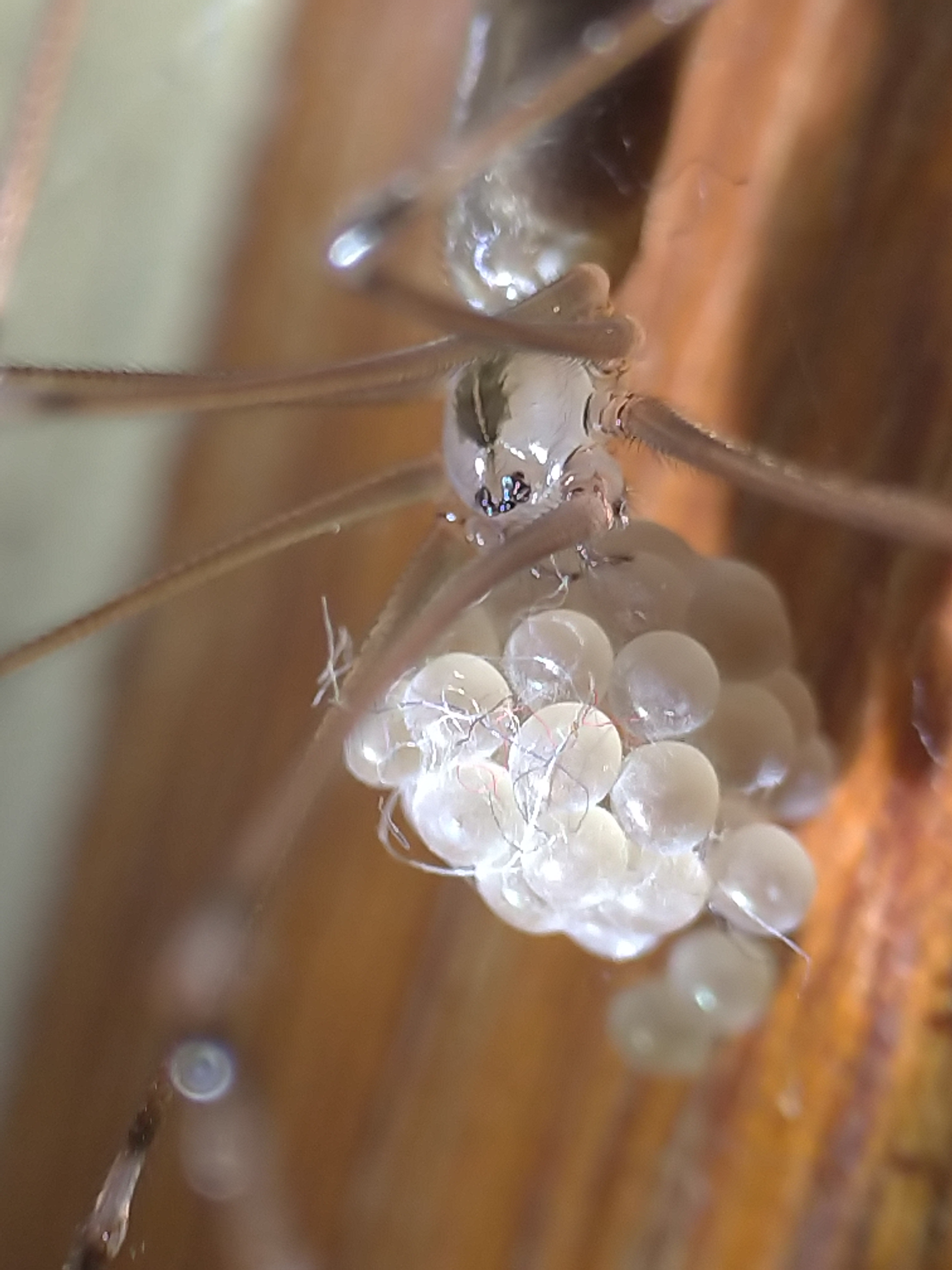
Nasosznik trzęś (Pholcus phalangioides) z pakietem jajeczek

Ze względu na tropikalne lub subtropikalne pochodzenie oraz siedlisko domowe, cykl życiowy nasosznika trzęsia nie podlega zmianom sezonowym i może się rozmnażać przez cały rok, przy czym kojarzenie odbywa się najczęściej wczesną wiosną.
Samce są bardziej przyciągane przez samice o dużych rozmiarach niż przez mniejsze, co może zwiększyć sukces reprodukcyjny, ponieważ większe samice wytwarzają większą liczbę jaj. Samce odnajdują samice podążające za zapachowym śladem feromonów, natomiast w okresie godowym dominuje komunikacja dotykowa. Samiec musi ostrożnie podchodzić do samicy, aby nie zostać pomylony z potencjalną ofiarą, a następnie zaatakowany i zjedzony. Podczas zalotów samiec wykonuje wibrujące ruchy przed samicą zwisającą na własnej sieci, zbliżając się do niej od góry. Kopulacja może trwać nawet kilka godzin. Moment zapłodnienia i złożenia jaj jest uwarunkowany dostępnością pokarmu. Samica nosi przy sobie kokon z jajami. W swoim życiu może złożyć do czterech kokonów. Z takiego kokonu wylęga się około 20–50 młodych pajączków, które matka obserwuje przez 9 dni. Następnie młode pająki opuszczają sieć matki i szukają odpowiedniego miejsca, w którym mogą zbudować własną sieć. 

## Pokarm
Oprócz zjadania innych pająków i owadów, samce i samice mogą praktykować kanibalizm w przypadku braku ofiar innych gatunków. Czasami nasosznik trzęś odżywia się także jajami złożonymi przez inne pająki lub owadami złowionymi z cudzych sieci.

## Jad
Nasosznik trzęś słynie z silnego jadu, ale wbrew popularnemu mitowi nie ma najsilniejszego jadu na świecie. Może przekłuć skórę człowieka, lecz robi to niezwykle rzadko, wywołując jedynie niewielkie zaczerwienienie i delikatne pieczenie trwające zaledwie kilka sekund.
Sława, jaką nasosznik trzęś ma jako bardzo jadowity pająk, może wynikać z faktu, że często zabija i zjada pająki bardziej agresywne i jadowite, nawet potencjalnie śmiertelne dla człowieka, jak na przykład czarna wdowa czy latrodectus hasselti. W rzeczywistości jego sukcesy wynikają ze sposobów atakowania swoich ofiar, a nie posiadania silniejszego jadu.

## Źródło
- Giorgio Venturini: Pholcus phalangioides. Monaco Nature Encyclopedia. [dostęp 2022-05-08]. (ang.).